# 유복 (중산헌왕)
중산헌왕 유복(中山憲王 劉福, ? ~ 기원전 70년? 69년?)은 중국 전한의 황족·제후왕으로 중산왕이다. 중산경왕 유보의 아들이다. 아버지가 중산경왕 3년(기원전 87년) 혹 4년(기원전 86년)에 죽자 그 뒤를 이어 중산왕이 됐고, 중산헌왕 17년(기원전 70년 혹은 기원전 69년)에 죽어 아들 중산회왕 유순이 뒤를 이었다.